# (22692) Carfrekahl
(22692) Carfrekahl est un astéroïde de la ceinture principale.

## Description
(22692) Carfrekahl est un astéroïde de la ceinture principale. Il fut découvert le 26 août 1998 à La Silla par Eric Walter Elst. Il présente une orbite caractérisée par un demi-grand axe de 3,38 UA, une excentricité de 0,17 et une inclinaison de 16,5° par rapport à l'écliptique.

## Compléments